# Аполон (лептир)
Аполон (лат. Parnassius apollo) инсект је из реда лептира (лат. Lepidoptera) и породице једрилаца (лат. Papilionidae). Ово је по многима најатрактивнији дневни лептир, због чега носи име грчког бога који представља идеал лепоте. Црвене „очи“ на његовим крупним крилима су упозорење напасницима да је лептир отрован. Аполон је претежно планинска врста, а легенда каже да су његова црвена окца била инспирација за означавање планинарских стаза (Кнафелцова маркација).

## Распрострањење
Врста је присутна у Албанији, Андори, Аустрији, Бугарској, Грузији, Грчкој, Ираку, Ирану, Италији, Јерменији, Казахстану, Кини, Киргистану, Лихтенштајну, Монголији, Немачкој, Норвешкој, Пољској, Румунији, Русији, Сирији, Словачкој, Србији, Турској, Украјини, Финској, Француској, Црној Гори, Чешкој, Швајцарској, Шведској и Шпанији.

## Станиште
Аполон има станиште на копну. Ову врсту лептира налазимо у близини планинских камењара или крај отворених пашњака. Гусенице се хране жедњацима, а код нас је увек бележен на белом жедњаку (Sedum album), иако постоји могућност да су се лептири на подручју Тимочке Крајине храниле врстом Sedum ochroleucum.

### Животни циклус
Једна је од врста која презимљава у стадијуму јајета, али се треба имати у виду да заправо презимљава гусеница која је развијена и чека погодне услове за еклозију. Гусенице су активне од почетка пролећа до почетка лета и увек се срећу на каменитој подлози. Интегумент је црн и изразито баршунаст, прекривен ситним, лоптастим папилама са којих полазе кратке сете исте боје. Маркиране су само субдорзалнп, и то тако што субдорзалне линије чине јарко наранџаста поља варијабилне величине.

## Угроженост
Ова врста се сматра рањивом у погледу угрожености врсте од изумирања. На подручју Европе се сматра скоро угроженим таксоном, док се у Србији сматра рањивом врстом. Дуги низ година није забележен на подручју Тимочке Крајине, па постоји велика вероватноћа да је изумро са овог подручја.